# Santa Cruz das Flores (freguesia)
Santa Cruz das Flores é uma freguesia portuguesa do município de Santa Cruz das Flores, na ilha das Flores, Região Autónoma dos Açores, com 39,55 km² de área e 1552 habitantes (censo de 2021). A sua densidade populacional é 39,2 hab./km².
É a maior povoação do Grupo Ocidental dos Açores, concentrando, para além dos serviços municipais de Santa Cruz das Flores, de que é sede, a generalidade dos serviços governamentais sitos na ilha, o tribunal da Comarca das Flores e Corvo, a única escola secundária das ilhas das Flores e Corvo, o aeroporto das Flores, o centro de saúde da ilha e a maior parte do comércio nela existente.
A paróquia católica correspondente à freguesia tem como orago a Virgem Maria sob a invocação de Nossa Senhora da Conceição.

## Demografia
A população registada nos censos foi:
| Distribuição da População por Grupos Etários | Distribuição da População por Grupos Etários | Distribuição da População por Grupos Etários | Distribuição da População por Grupos Etários | Distribuição da População por Grupos Etários |
| -------------------------------------------- | -------------------------------------------- | -------------------------------------------- | -------------------------------------------- | -------------------------------------------- |
| Ano                                          | 0-14 Anos                                    | 15-24 Anos                                   | 25-64 Anos                                   | > 65 Anos                                    |
| 2001                                         | 292                                          | 271                                          | 960                                          | 287                                          |
| 2011                                         | 246                                          | 173                                          | 1033                                         | 273                                          |
| 2021                                         | 211                                          | 142                                          | 923                                          | 276                                          |

## A vila
A vila de Santa cruz, a sede do concelho de Santa Cruz das Flores, e é composta pelos lugares de Vila, Fazenda de Santa Cruz (ou Fazenda d’Além), Monte, Vales e Ribeira dos Barqueiros. O principal centro urbano é o lugar da vila, hoje anichado entre a pista do aeroporto das Flores, que cruza de costa a costa a fajã onde o povoado se situa, e o litoral leste da ilha. Nos seus dois extremos têm dois pequenos portos, o Porto das Poças, a sul, ainda usado para a pesca e para as ligações marítimas à ilha do Corvo, e o Porto do Boqueirão, a norte, uma antiga estação da baleação, cuja rampa é hoje, em conjunto com a antiga Fábrica da Baleia do Boqueirão, parte do Museu das Flores. Existe ainda o pequeno porto de São Pedro, hoje anichado sob o extremo norte da pista do aeroporto.
Sendo a principal povoação das Flores e sede da maioria dos serviços administrativos e económicos localizados na ilha, a vila de Santa cruz é hoje um moderno centro de serviços, com a maioria da sua população empregue no sector terciário da economia. Ainda assim, graças à riqueza das pastagens da sua zona interior, a agro-pecuária, com destaque para a bovinicultura leiteira, ocupa um lugar ainda relevante na produção de riqueza e na ocupação de mão-de-obra. Para além daquelas actividades merece referência a hotelaria, a prestação de serviços diversos, as pescas, as oficinas de reparação automóvel, a construção civil, o comércio, a indústria de lacticínios e a restauração.
Com a industrialização da produção de manteiga, que se exportava enlatada com destino a Lisboa, a produção de lacticínios teve um grande surto de desenvolvimento, provocando atritos entre os industriais do sector e entre estes e os produtores de leite, dos quais resultou a fundação de múltiplas pequenas cooperativas, designadas por sindicatos agrícolas. O desenvolvimento dos sindicatos agrícolas florentinos, liderado pelo padre florentino José Furtado Mota, foi um dos mais interessantes movimentos sociais açorianos do século XX, desencadeando um conjunto de conflitos que ficou conhecido como a guerra da manteiga. O grande desenvolvimento dos lacticínios fez decrescer a produção de cereais, pois as pastagens passaram a render mais que as terras de semeadura.
Dada a sua centralidade e o impacte que durante a fase crítica da emigração açoriana a Base Francesa das Flores teve, a vila de Santa Cruz foi o único povoado florentino que não sentiu o impacto do fenómeno migratório de meados do século XX. Nas outras povoações da ilha, o número de habitantes reduziu-se para metade, ou menos, enquanto que na vila se manteve. Tinha 2 100 habitantes em 1940 e tem cerca de dois mil actualmente.

## Colectividades
A vila de Santa Cruz é sede de múltiplas colectividades, entre as quais:
- Sociedade Filarmónica Dr. Armas da Silveira, a qual, inicialmente designada União Musical Florentina, foi fundada em 1915 pelo médico José Jacinto Armas da Silveira, que a regia. Quando este faleceu, em 1924, os sócios resolveram adoptar o actual nome, em homenagem ao fundador e regente.[5] A sua sede, inaugurada a 28 de Dezembro de 1969, foi uma das novas construções resultantes do súbito desenvolvimento trazido pela instalação da Base Francesa das Flores;
- Grupo de Teatro A Jangada;
- Clube Desportivo Os Minhocas;
- Associação Humanitária dos Bombeiros Voluntários das Flores.

## Património
A vila de Santa cruz, para além de um centro urbano equilibrado e com imóveis de boa traça, inclui os seguintes pontos de interesse:
- Igreja Matriz de Nossa Senhora da Conceição, um edifício classificado como de interesse público;
- O Convento de São Boaventura, um antigo convento franciscano, com a sua igreja anexa, hoje sede do Museu das Flores;
- O Museu da Fábrica da Baleia do Boqueirão e rampa de varagem anexa (inaugurado a 21 de julho de 2015);
- Museu e Auditório Municipal (inaugurado a 19 de dezembro de 2014);
- Moinho da Ribeira do Pomar (degradado);
- O miradouro do Monte das Cruzes, sobranceiro à vila, de onde se desfruta uma bela panorâmica sobre Santa Cruz e os povoados vizinhos dos Barqueiros e da planície dos Vales, com as habitações alinhadas ao longo da ribeira.
- Igreja de Nossa Senhora de Lourdes, na Fazenda de Santa Cruz;
- Miradouro da Cruzinha das Almas, na descida para o vale da Fazenda de Santa Cruz, de onde se pode avistar os ilhéus da baía da Alagoa e as enormes falésias costeiras;
- O Parque Florestal da Fazenda de Santa Cruz e a barragem situada a montante. Sito num vale profundo e abrigado, este Parque Florestal integra um viveiro para criação de trutas, destinadas ao repovoamento das ribeiras da ilha, e um parque botânico com uma rica e diversificada colecção de espécies endémicas da ilha e exóticas.
- As casas do Espírito Santo da Vila (construída em 1854), da Rua da Aresta (construída em 1865 e reconstruída em 1888), da Ribeira dos Barqueiros (construída em 1873) e do Monte (construída em 1910).
- Piscinas naturais de Santa Cruz das Flores, com excelente qualidade da água.

## Personalidades
Santa Cruz das Flores conta entre os seus filhos mais ilustres o poeta Roberto de Mesquita, o mais notável poeta açoriano da última centúria.

## Historial da vila
A primeira tentativa de povoamento da ilha das Flores ocorreu por volta de 1480, na foz da Ribeira da Cruz, hoje no limite entre as freguesias da Caveira e de Santa Cruz das Flores, quando o aventureiro flamengo Willem van der Hagen, depois aportuguesado para Guilherme da Silveira, fundou uma pequena colónia com o objectivo de encontrar metais, possivelmente estanho, de que a ilha se dizia rica, provavelmente por ser então identificada como uma das míticas ilhas Cassitérides. Tendo permanecido na ilha cerca de dez anos, em abrigos escavados nas falésias da ribeira, desenganados quanto à riqueza mineral, os colonos acabaram por trocar as Flores pela ilha de São Jorge, onde foram fundar a Vila do Topo.
A segunda tentativa terá ocorrido entre 1508 e 1510, ao que parece na costa da actual freguesia e vila de Santa Cruz, mas muito provavelmente através da instalação simultânea de colonos em Santa Cruz, nas Lajes e em Ponta Delgada. Foi a partir desta leva, que de facto iniciou a ocupação humana permanente da ilha, que veio a nascer a hoje vila de Santa Cruz.
Outro aspecto que modelou e distinguiu a vila de Santa Cruz, contribuindo para a sua primazia no contexto do Grupo Ocidental, foi a instalação de um convento franciscano, a única instituição religiosa do género que existiu naquelas ilhas. O Convento de São Boaventura, actual sede do Museu das Flores, começou a ser construído em 1642, ao que parece fruto de um voto feito pelo padre Inácio Coelho, natural das Flores, aquando do feliz sucesso da Restauração da Independência portuguesa de 1640. A sua igreja possui altares barrocos e tecto em madeira de cedro-do-mato em têmpera de grande valor artístico.
Os franciscanos tiveram nos Açores uma enorme influência no moldar do carácter das gentes, com destaque para a manutenção do culto do Divino Espírito Santo, assumindo quase em exclusivo as funções educativas. Onde se fundava um convento franciscano surgia de imediato as cadeiras de primeiras letras e de gramática latina. Foi o que aconteceu em Santa Cruz, criando o embrião daquilo que a partir da reforma pombalina seriam as escolas régias, a primeira das quais surgiu em Santa Cruz com a chegada, em 1792, de um professor de gramática latina e outro de primeiras letras. Contudo, esta foi melhoria de pouca dura, pois ao fim do triénio a que estavam obrigados, os professores abandonaram o lugar, que ficou vago durante muito anos por falta de opositores. Face a essa situação, voltaram a ser os franciscanos, e o seu Convento de São Boaventura, o único recurso educativo existente na ilha.
Na fase de transição do ensino franciscano para o ensino público, um professor notável foi o padre José António Camões, por sinal filho de um dos frades de São Boaventura, que entre 1797 e 1807 exerceu de forma intermitente e em diversas capacidades o cargo de professor de gramática latina na vila de Santa Cruz, sendo o único da ilha. José António Camões regressou ao lugar em 1815, permanecendo como professor régio de latim até à sua morte em 1827.
Santa Cruz manteve-se como a única povoação dotada de escola até à segunda metade do século XIX, consolidado assim a sua posição como capital das ilhas ocidentais, já que as elites necessariamente tinham que enviar os seus filhos para a vila, o mesmo acontecendo com os aspirantes ao sacerdócio. Esta posição dominante em termos educativos mantém-se até aos nossos dias, já que apenas em Santa Cruz funciona uma escola secundária, instalada no moderno edifício da Escola Básica e Secundária das Flores. O estabelecimento de Santa Cruz tem como patrono o padre Maurício António de Freitas, o principal promotor da fundação do Externato da Imaculada Conceição, o primeiro estabelecimento a ministrar o ensino pós-primário na ilha das Flores após a extinção das aulas de gramática latina.
O Externato da Imaculada Conceição foi fundado em Outubro de 1959, como instituição de ensino particular não oficializado, ficando a funcionar na casa que pertencera ao poeta Roberto de Mesquita. Foi transferida mais tarde para o antigo Convento de São Boaventura e transformada, já nos anos de 1980, em escola da rede pública, dotada de instalações próprias. Foi assim a instituição antecessora directa da actual Escola Básica e Secundária das Flores.
O Convento de São Boaventura albergou, e alberga ainda, o único hospital (hoje Centro de Saúde) de toda a ilha. O Hospital de Santa cruz das Flores foi fundado em 1878, por iniciativa de António Vicente Peixoto Pimentel (1827–1881), filho segundo de uma casa de morgados florentinos herdeiros do vínculo instituído pelo padre Inácio Coelho em 1642, o mesmo que fundara o Convento de São Boaventura.
Face à necessidade de encontrar um imóvel que albergasse o hospital, foi escolhido o antigo convento, vazio após os franciscanos terem sido expulsos em 1834 e então propriedade de Francisco da Cruz Silva e Reis, que o havia adquirido em hasta pública. Adquirido o imóvel, por Decreto de 30 de Julho de 1877 foi o mesmo entregue à Santa Casa da Misericórdia de Santa Cruz das Flores, para hospital e asilo da infância desvalida. Através de uma incessante campanha de angariação de fundos, conduzida por Peixoto Pimentel a partir de Lisboa, onde se fixara, parte do convento foi demolida e uma nova ala construída e equipada para servir de hospital para as ilhas das Flores e Corvo. O hospital entrou em funcionamento em 1881, no ano em que faleceu o seu fundador.
Encerrado durante alguns anos na década de 1940, reabriu em 1945, mas então com graves deficiências face à evolução tecnológica que se verificara. Um novo fôlego apenas surgirá quando se estabeleceu nas Flores a Estação Francesa de Telemedidas, sendo então demolida uma parte do convento e construído, paredes-meias, um edifício completamente novo, à época um dos mais modernos dos Açores, dotado com equipamentos e condições técnicas ímpares. Para além dos médicos locais, ali trabalharam médicos militares franceses que trouxeram formas de tratamento nunca sonhadas pelos florentinos. Com equipamento cirúrgico avançado, foi durante algumas décadas o melhor hospital dos Açores, realizando localmente cirurgias complexas.
A actual Igreja Matriz de Nossa Senhora da Conceição teve a sua construção iniciada nos últimos anos do século XVIII, depois de ter falhado uma tentativa de transferir a Matriz para a zona nascente da Praça do Município (actual Praça Marquês do Pombal), gorada pela existência de um lençol freático muito superficial que impedia a feitura de fundações seguras. A construção apenas terminaria em 1859, pois foram muitas as dificuldades enfrentadas para financiar a colossal obra, a qual teve mesmo de ser simplificada, designadamente no que respeita à parte superior do frontispício para poupar na despesa. Ainda assim, a Matriz de Santa Cruz, hoje imóvel classificado de interesse público, tem uma das mais imponentes fachadas dos Açores.

## Caça à baleia

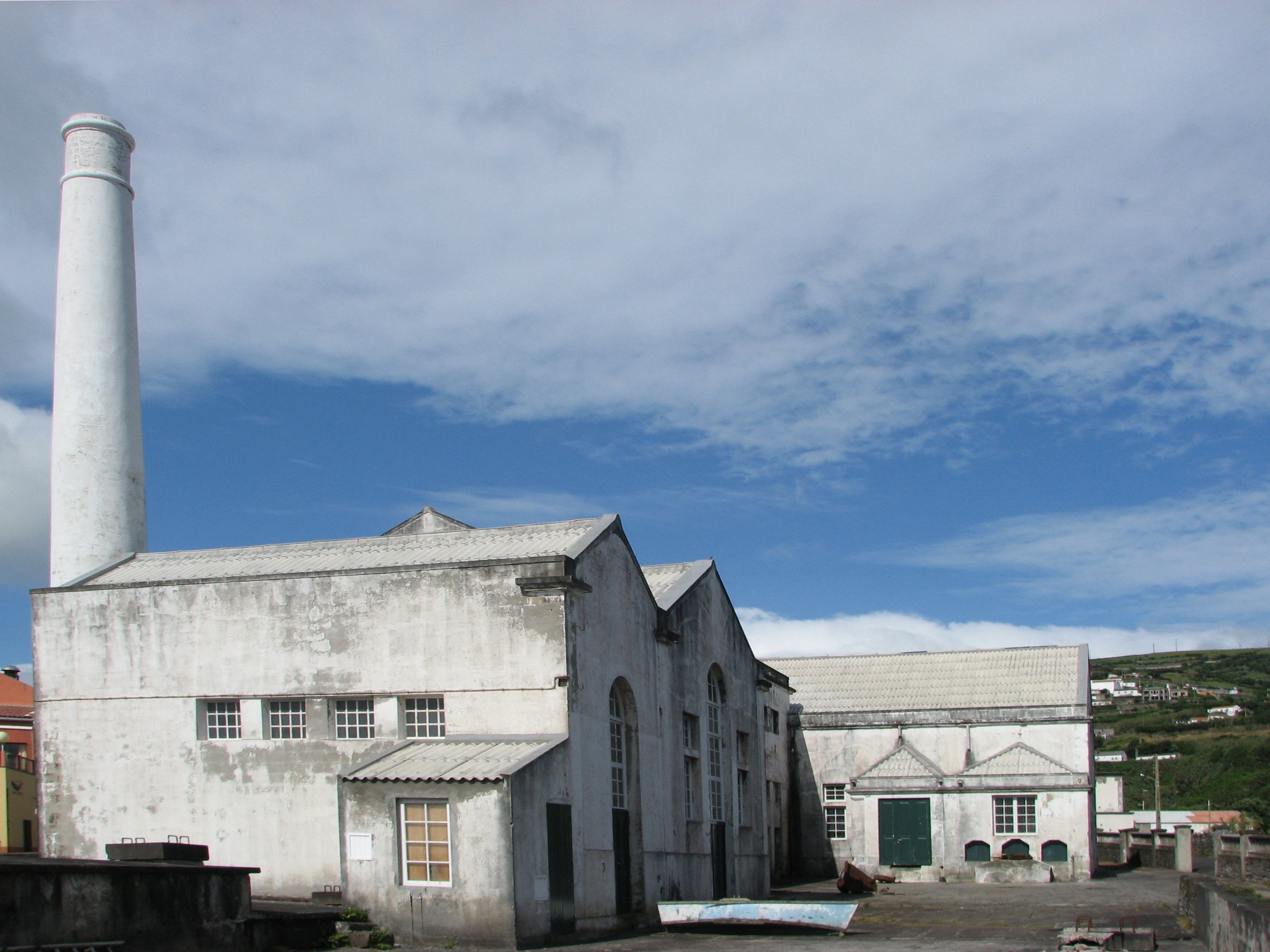
Fábrica da Baleia do Boqueirão antes da atual reabilitação em Museu.

A vila de Santa Cruz, como aliás aconteceu com muitas das vilas açorianas, teve a partir da segunda metade do século XIX, parte importante da sua população envolvida na caça à baleia. As carcaças eram primeiro tratadas artesanalmente, em traióis improvisados, tendo a actividade evoluído no sentido da industrialização, com a construção de uma unidade industrial para produção de óleo de baleia e seus sub-produtos no lugar do Boqueirão. A Fábrica da Baleia do Boqueirão, hoje Museu da Fábrica da Baleia do Boqueirão, é um edifício industrial imponente para a dimensão da vila de Santa Cruz, implantado junto do antigo porto do Boqueirão, a norte do núcleo urbano antigo, cuja rampa de varagem foi reconstruída e adaptada para alar de forma mecânica os enormes cachalotes que eram caçados nos mares do Grupo Ocidental. Embora de construção tardia, é bem demonstrativa da época áurea da baleação açoriana que se viveu durante e imediatamente após a Segunda Guerra Mundial.
A fábrica foi construída por iniciativa de Francisco Marcelino dos Reis, um industrial de Lisboa, representado na ilha por José Jacinto Mendonça Flores, que depois seria sócio do investidor original na firma Reis & Flores, que durante muitos anos operaria uma armação baleeira na ilha. A construção começou em Outubro de 1941, tendo as máquinas sido montadas a partir de Março de 1943. A fábrica começou a laborar no Verão de 1944, provavelmente no mês de Julho. Funcionou ininterruptamente até 1976, ano em que iniciou um interregno de dois anos, tendo depois feito algumas tentativas de recomeço até 1981, ano em que encerrou definitivamente. O auge da actividade foi atingido em 1963, ano em que processou 103 cachalotes, e a última captura na ilha foi feita a 24 de Novembro de 1981, quando o bote do oficial José Jacinto Mendonça Furtado arpoou a vigésima primeira baleia desse ano.
Entre os muitos naufrágios que ocorreram à volta das Flores conta-se a chegada da tripulação e passageiros da barca Modena, do porto de Boston, que em 1873 desembarcaram, provavelmente perto da foz da Ribeira da Cruz, junto à Fajã do Conde, trazendo a bordo o capitão William H. Lang e onze homens, num total de nove membros da tripulação e três passageiros. Uma vez que a sua barca metia água com abundância, haviam sido forçados a abandoná-la a norte da Bermuda, no dia 22 de Abril daquele ano, tendo sido auxiliados pelo brigue Giuseppe Bartolomeo, de Palermo, que trouxe o capitão Lang e os seus homens até às Flores. Nas imediações do lugar onde desembarcaram, gravaram num rochedo uma inscrição, ainda hoje legível, dizendo: "CAPT. W. H. LANG / AND 11 MEN / LANDED MAY 5 73 / FROM BARK MODENA / OF BOSTON MASS. FOUNDERD / APRIL 22". O diário de bordo contém, nas últimas páginas, um desenho assinado pelo passageiro W. E. Meyer mostrando os desembarcados cozinhando, comendo e bebendo junto à inscrição gravada na rocha e também junto ao palheiro onde se abrigaram e onde se vê uma letreiro dizendo "Hotel Modena". Todos os desembarcados seguiram mais tarde para o Faial, de onde regressaram a Boston. O capitão Lang terá permanecido nas Flores, esperando dessa forma conseguir mais rapidamente transporte de volta a Boston.